# Qiu Ying

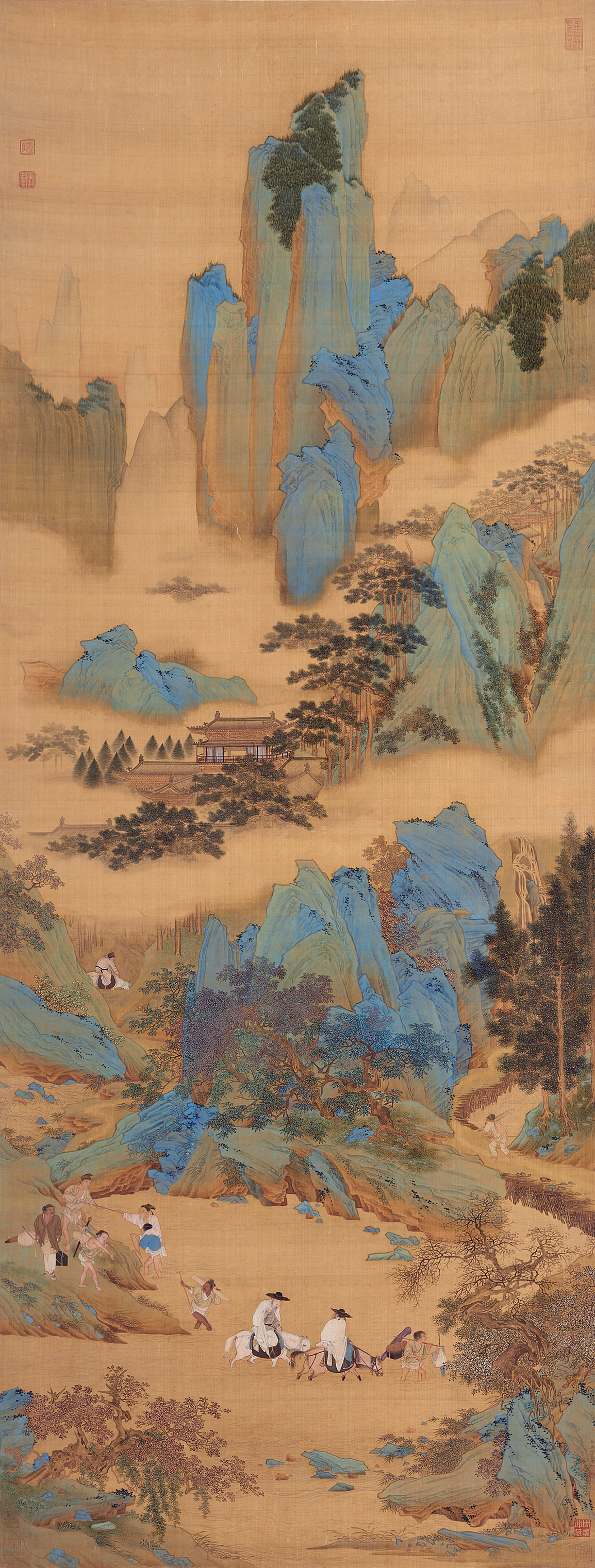
Cesarz Guangwu z Dynastii Wschodniej Han przeprawia się przez rzekę. National Gallery of Canada

Qiu Ying (chiń. 仇英; pinyin Qiú Yīng; Wade-Giles Ch’iu Ying; ur. ?, zm. przed 1552) – chiński malarz tworzący w stylu gongbi.
W swoich zwojach przedstawiał sytuacje z życia codziennego, głównie z udziałem kobiet, a także krajobrazy i sceny z utworów literackich. Sporządzał także kopie dzieł z czasów dynastii Tang i Song. Oryginały niektórych z nich zaginęły i znane są właśnie z kopii Qiu Yinga.
Qiu Ying był najczęściej fałszowanym chińskim malarzem i atrybucja wielu przypisywanych mu obrazów jest niepewna. Jedynie autorstwo kilkunastu z nich jest bezsporne.
Do najbardziej znanych obrazów Qiu Yinga należą Gra na harfie w pawilonie (obecnie w Museum of Fine Arts w Bostonie) i Cesarz Guangwu z Dynastii Wschodniej Han przeprawia się przez rzekę (National Gallery of Canada). Także popularna Podróż do Shu (znana też jako Podróż cesarza Minghuanga do Syczuanu) w stylu „niebiesko-zielonym” (Smithsonian’s National Museum of Asian Art w Waszyngtonie) jest kopią oryginału Qiu Yinga, który z kolei był kopią znanego dzieła o tym samym tytule kilkaset lat starszego. Kilka jego obrazów znajduje się w Chinach, m.in. często reprodukowane Duchy z Nefrytowej Groty.

## Galeria dzieł Qiu Yinga

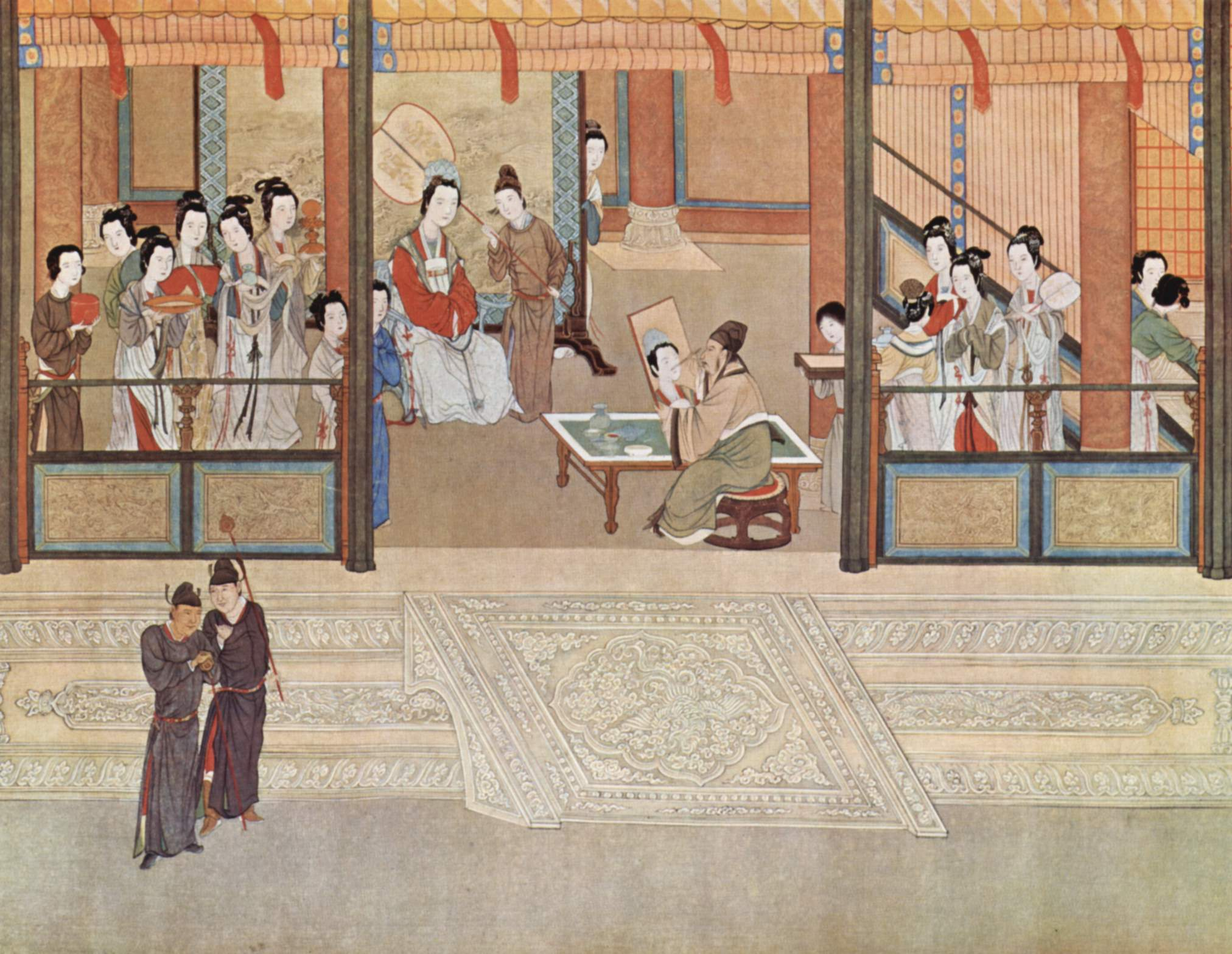
Wiosenny poranek w pałacu Han. Narodowe Muzeum Pałacowe w Tajpej
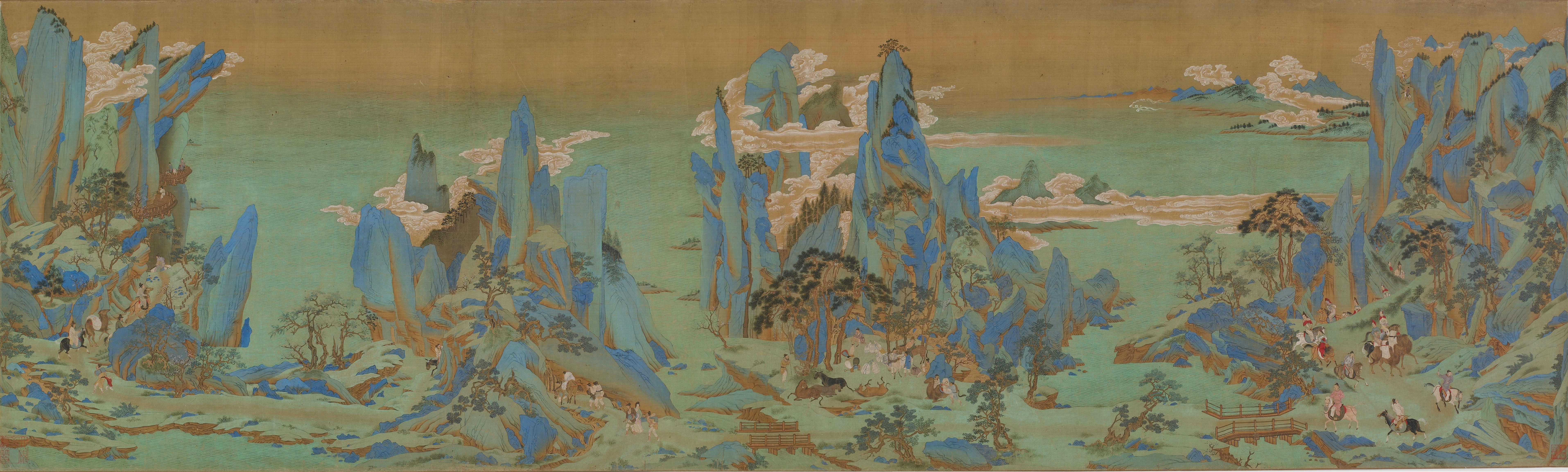
Podróż cesarza Minghuanga do Shu (Syczuanu). Smithsonian’s National Museum of Asian Art
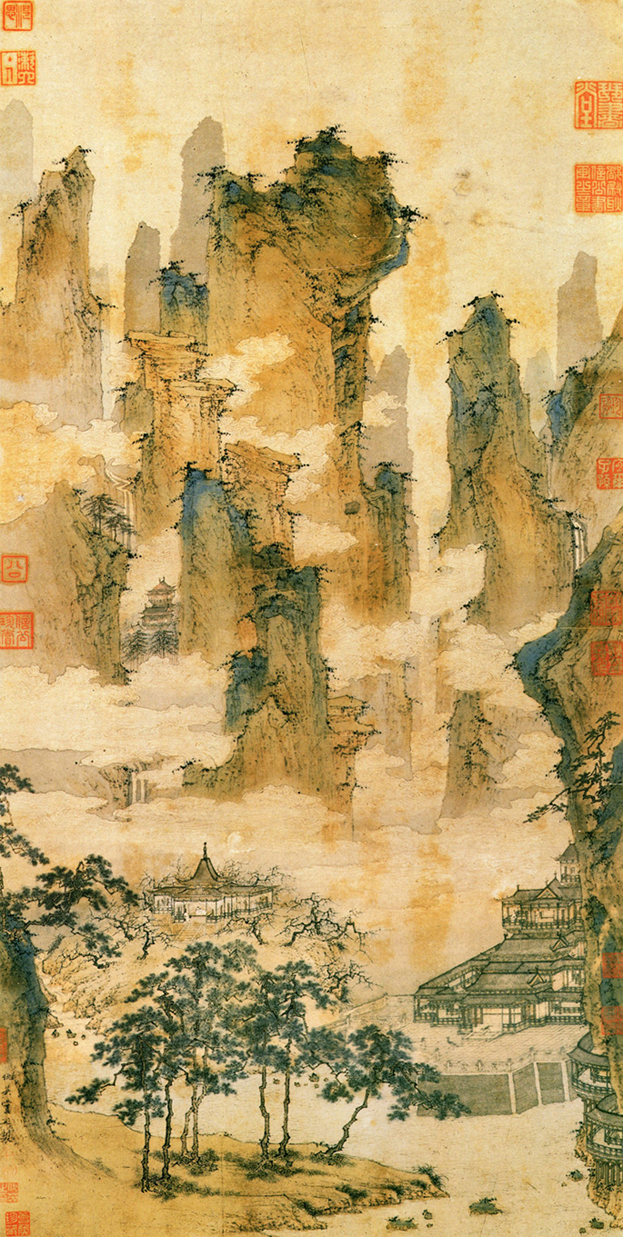
Pawilony w Górach Nieśmiertelnych. Narodowe Muzeum Pałacowe w Tajpej
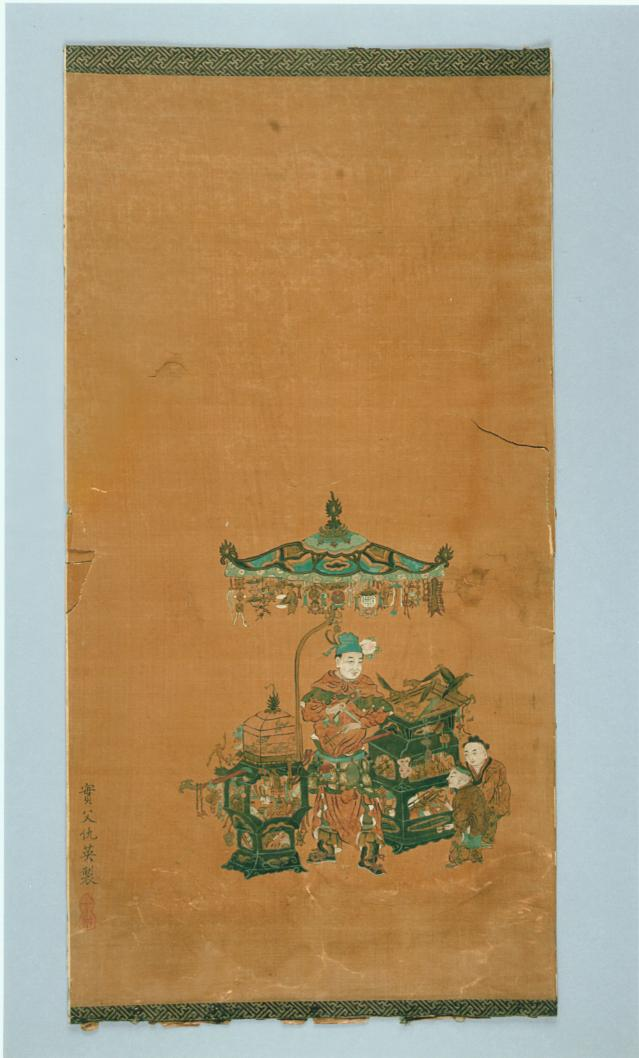
Ilustracja Sutry Serca. Kolekcja prywatna
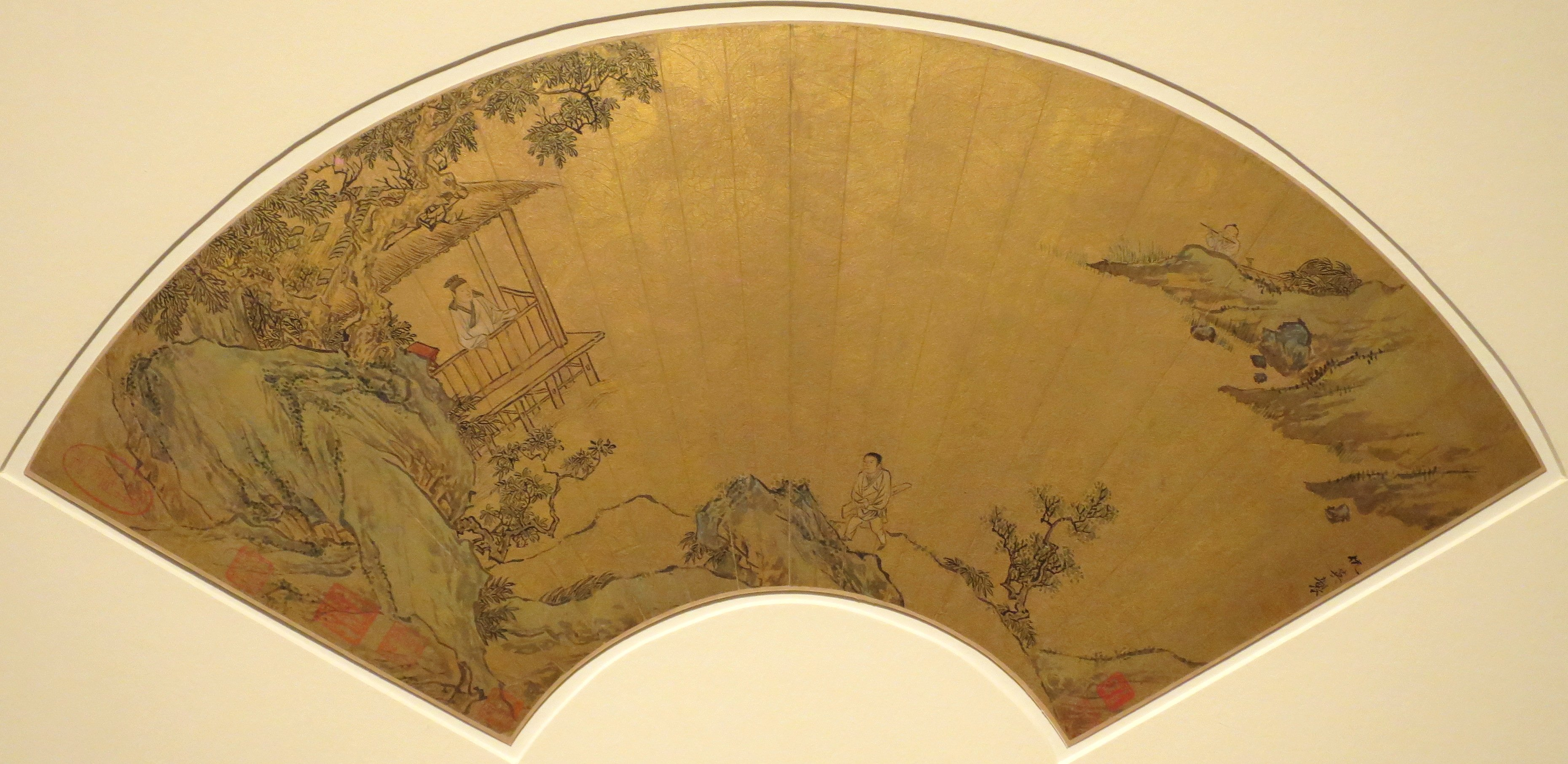
Krajobraz z uczonym w pawilonie. Honolulu Museum of Art
Egzamin urzędniczy. Narodowe Muzeum Pałacowe w Tajpej
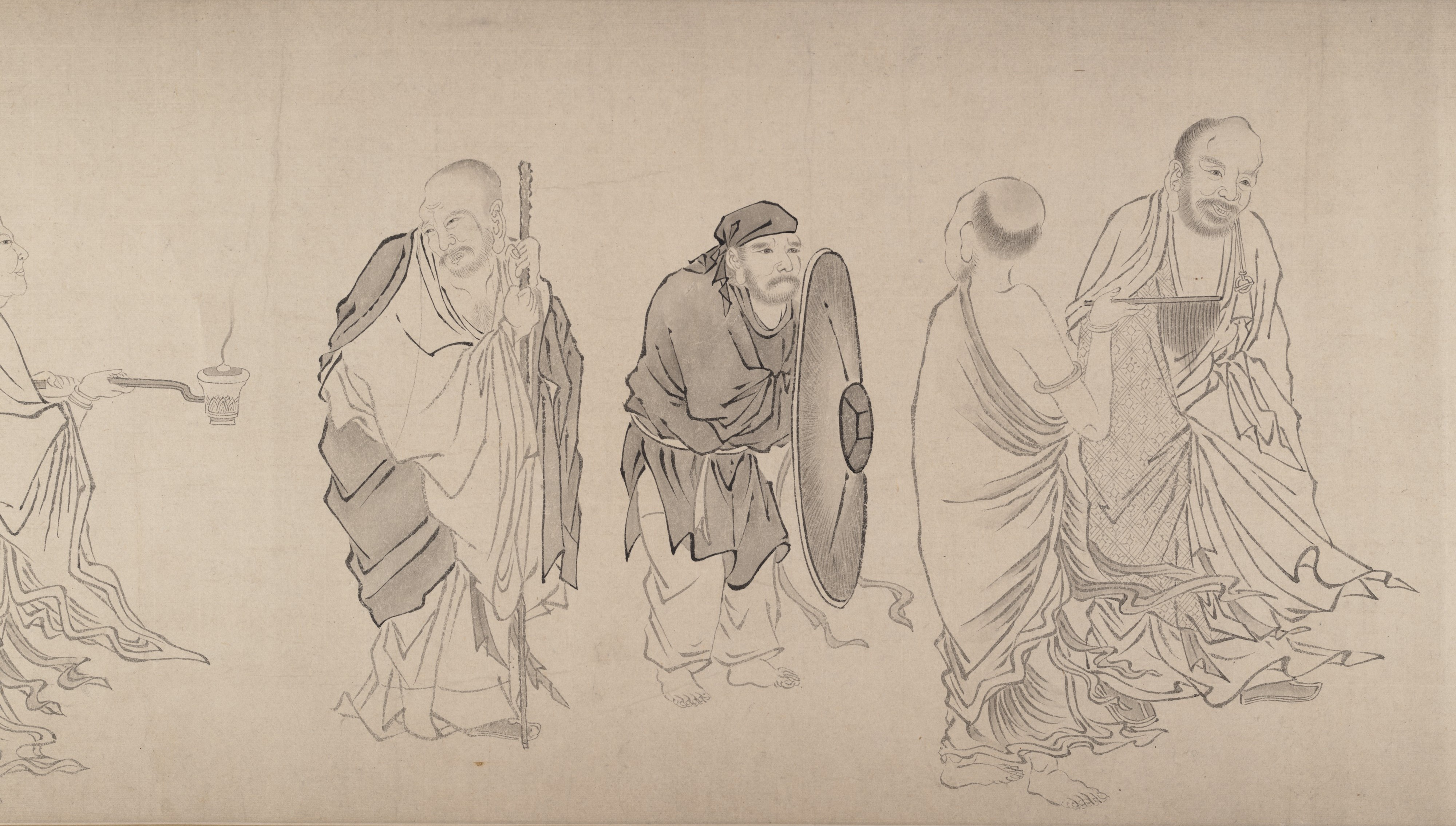
Szesnastu Luohan (Arhatów), fragment. Metropolitan Museum of Art